# Pompeiu Lazăr
Pompeiu Lazăr (ur. w 1906) – rumuński piłkarz, jednokrotny reprezentant Rumunii. Był w kadrze na Igrzyska Olimpijskie w 1924 w Paryżu, jednakże nie wystąpił w jedynym meczu reprezentacji na igrzyskach. W reprezentacji zadebiutował w meczu z Jugosławią w 1927.